# André Castro
André de Castro Pereira est un footballeur portugais, né le 2 avril 1988 à Gondomar, ayant évolué au poste de milieu défensif. Il est actuellement entraîneur adjoint au FC Porto B.

## Biographie
Après avoir fait toutes ses classes au sein du centre de formation du FC Porto, l'entraîneur Jesualdo Ferreira le fait passer dans l'équipe première pour la saison 2007/2008. Malgré le fait qu'il soit très prometteur, il jouit d'un temps de jeu très restreint avec l'équipe première.
Castro participe cependant en tant que titulaire à la ligue Intercalar du Portugal, ligue qui réunit des clubs du Nord ayant comme objectif de préserver le rythme physique de leurs joueurs les moins utilisés. Il est le joueur de Porto avec le plus grand nombre de minutes dans les jambes de ce championnat parallèle.
Concernant son parcours avec l'équipe nationale, Castro est régulièrement appelé par la sélection M-19 portugaise, puis par la sélection M-21. Il y possède une solide place de titulaire dans l'entre-jeu en tant que milieu récupérateur.
En 2008, afin d'acquérir du temps de jeu et de pouvoir s'aguerrir au monde professionnel, le joueur est prêté au SC Olhanense, qui évolue en Liga Vitalis (D2). Lors de la saison 2009/2010, toujours prêté, il (re)découvre la Liga Sagres (1re division) avec le SC Olhanense.
Il est prêté à Kasımpaşaspor en Turquie pour la saison 2013-2014.
En août 2024, il fait son retour au FC Porto. Agé de 36 ans, Castro renforce l'équipe réserve du club et se voit confier le brassard de capitaine afin d'encadrer les jeunes en Segunda Liga. À l'issue de la saison, il annonce officiellement mettre un terme à sa carrière.

## Caractéristiques tactiques et techniques
Castro est un milieu défensif/central ayant également les capacités pour jouer en latéral gauche. Sa stature loin d'être imposante lui permet de manier le ballon aux pieds avec agilité. Joueur réfléchi et intelligent, il dispose d'une très belle qualité de passe et de possession de balle. Au niveau technique, il montre des capacités de contrôle et de dribble nettement au-dessus de la moyenne pour son poste, et son âge.
Néanmoins, il lui reste quelques points à améliorer. Son jeu de tête est pour l'instant très faible, il est rare de le voir remporter un duel aérien. Bien que son physique ne l'y aide pas, il lui reste un vaste champ de progression dans ce domaine. Autre défaut de sa part, ses qualités défensives. Il excelle dans l'art de faire la transition défense-attaque, mais peine réellement lorsqu'il s'agit de  presser l'adversaire.

## Statistiques
| Saison                | Club                  | Championnat           | Championnat | Championnat | Championnat | Coupe nationale | Coupe nationale | Coupe nationale | Coupe de la Ligue | Coupe de la Ligue | Coupe de la Ligue | Supercoupe | Supercoupe | Supercoupe | Compétition(s) continentale(s) | Compétition(s) continentale(s) | Compétition(s) continentale(s) | Compétition(s) continentale(s) | Total | Total | Total |
| Saison                | Club                  | Division              | M.          | B.          | P.d.        | M.              | B.              | P.d.            | M.                | B.                | P.d.              | M.         | B.         | P.d.       | Comp.                          | M.                             | B.                             | P.d.                           | M.    | B.    | P.d.  |
| 2007-2008             | FC Porto              | Primeira Liga         | 2           | 0           | 0           | 1               | 0               | 0               | -                 | -                 | -                 | -          | -          | -          | -                              | -                              | -                              | -                              | 3     | 0     | 0     |
| 2008-2009             | SC Olhanense (prêt)   | Segunda Liga          | 28          | 2           | 0           | 2               | 0               | 0               | 5                 | 0                 | 0                 | -          | -          | -          | -                              | -                              | -                              | -                              | 35    | 2     | 0     |
| 2009-2010             | SC Olhanense (prêt)   | Primeira Liga         | 28          | 6           | 0           | -               | -               | -               | 1                 | 0                 | 0                 | -          | -          | -          | -                              | -                              | -                              | -                              | 29    | 6     | 0     |
| 2010-2011             | FC Porto              | Primeira Liga         | 1           | 0           | 0           | 3               | 0               | 0               | -                 | -                 | -                 | -          | -          | -          | C3                             | 2                              | 0                              | 0                              | 6     | 0     | 0     |
| 2010-2011             | Sporting Gijón (prêt) | LaLiga                | 15          | 2           | 0           | -               | -               | -               | -                 | -                 | -                 | -          | -          | -          | -                              | -                              | -                              | -                              | 15    | 2     | 0     |
| 2011-2012             | Sporting Gijón (prêt) | LaLiga                | 29          | 2           | 0           | -               | -               | -               | -                 | -                 | -                 | -          | -          | -          | -                              | -                              | -                              | -                              | 29    | 2     | 0     |
| 2012-2013             | FC Porto              | Primeira Liga         | 17          | 1           | 1           | 3               | 0               | 1               | 3                 | 0                 | 1                 | -          | -          | -          | C1                             | 2                              | 0                              | 0                              | 25    | 1     | 3     |
| 2013-2014             | Kasımpaşa SK (prêt)   | SüperLig              | 33          | 3           | 0           | 1               | 0               | 0               | -                 | -                 | -                 | -          | -          | -          | -                              | -                              | -                              | -                              | 34    | 3     | 0     |
| Sous-total            | Sous-total            | Sous-total            | 153         | 16          | 1           | 10              | 0               | 1               | 9                 | 0                 | 1                 | 0          | 0          | 0          | -                              | 4                              | 0                              | 0                              | 176   | 16    | 3     |
| 2014-2015             | Kasımpaşa SK          | SüperLig              | 32          | 5           | 0           | -               | -               | -               | -                 | -                 | -                 | -          | -          | -          | -                              | -                              | -                              | -                              | 32    | 5     | 0     |
| 2015-2016             | Kasımpaşa SK          | SüperLig              | 33          | 4           | 0           | -               | -               | -               | -                 | -                 | -                 | -          | -          | -          | -                              | -                              | -                              | -                              | 33    | 4     | 0     |
| 2016-2017             | Kasımpaşa SK          | SüperLig              | 33          | 6           | 3           | 6               | 1               | 0               | -                 | -                 | -                 | -          | -          | -          | -                              | -                              | -                              | -                              | 39    | 7     | 3     |
| Sous-total            | Sous-total            | Sous-total            | 98          | 15          | 3           | 6               | 1               | 0               | 0                 | 0                 | 0                 | 0          | 0          | 0          | -                              | 0                              | 0                              | 0                              | 104   | 16    | 3     |
| 2017-2018             | Göztepe SK            | SüperLig              | 33          | 4           | 7           | -               | -               | -               | -                 | -                 | -                 | -          | -          | -          | -                              | -                              | -                              | -                              | 33    | 4     | 7     |
| 2018-2019             | Göztepe SK            | SüperLig              | 31          | 1           | 8           | 3               | 0               | 1               | -                 | -                 | -                 | -          | -          | -          | -                              | -                              | -                              | -                              | 34    | 1     | 9     |
| 2019-2020             | Göztepe SK            | SüperLig              | 32          | 3           | 2           | 2               | 1               | 0               | -                 | -                 | -                 | -          | -          | -          | -                              | -                              | -                              | -                              | 34    | 4     | 2     |
| Sous-total            | Sous-total            | Sous-total            | 96          | 8           | 17          | 5               | 1               | 1               | 0                 | 0                 | 0                 | 0          | 0          | 0          | -                              | 0                              | 0                              | 0                              | 101   | 9     | 18    |
| 2020-2021             | SC Braga              | Primeira Liga         | 21          | 2           | 2           | 4               | 0               | 0               | 3                 | 0                 | 0                 | -          | -          | -          | C3                             | 5                              | 0                              | 0                              | 33    | 2     | 2     |
| 2021-2022             | SC Braga              | Primeira Liga         | 21          | 0           | 2           | 1               | 0               | 0               | 1                 | 0                 | 0                 | -          | -          | -          | C3                             | 10                             | 0                              | 0                              | 33    | 0     | 2     |
| 2022-2023             | SC Braga              | Primeira Liga         | 24          | 1           | 1           | 5               | 0               | 0               | 3                 | 0                 | 0                 | -          | -          | -          | C3+C4                          | 5+2                            | 0+1                            | 0                              | 39    | 2     | 1     |
| 2023-2024             | SC Braga              | Primeira Liga         | 3           | 0           | 2           | 2               | 0               | 0               | -                 | -                 | -                 | -          | -          | -          | C1                             | 2                              | 1                              | 0                              | 7     | 1     | 2     |
| Sous-total            | Sous-total            | Sous-total            | 69          | 3           | 7           | 12              | 0               | 0               | 7                 | 0                 | 0                 | 0          | 0          | 0          | -                              | 24                             | 2                              | 0                              | 112   | 5     | 7     |
| 2023-2024             | Moreirense FC         | Primeira Liga         | 15          | 1           | 0           | -               | -               | -               | -                 | -                 | -                 | -          | -          | -          | -                              | -                              | -                              | -                              | 15    | 1     | 0     |
| Sous-total            | Sous-total            | Sous-total            | 15          | 1           | 0           | 0               | 0               | 0               | 0                 | 0                 | 0                 | 0          | 0          | 0          | -                              | 0                              | 0                              | 0                              | 15    | 1     | 0     |
| 2024-2025             | FC Porto B            | Segunda Liga          | 22          | 1           | 1           | -               | -               | -               | -                 | -                 | -                 | -          | -          | -          | -                              | -                              | -                              | -                              | 22    | 1     | 1     |
| Sous-total            | Sous-total            | Sous-total            | 22          | 1           | 1           | 0               | 0               | 0               | 0                 | 0                 | 0                 | 0          | 0          | 0          | -                              | 0                              | 0                              | 0                              | 22    | 1     | 1     |
| Total sur la carrière | Total sur la carrière | Total sur la carrière | 453         | 44          | 29          | 33              | 2               | 2               | 16                | 0                 | 1                 | 0          | 0          | 0          | -                              | 28                             | 2                              | 0                              | 530   | 48    | 32    |

## Palmarès
FC Porto
- Vainqueur de la Ligue Europa en 2011.
- Champion du Portugal en 2008, 2011 et 2013.
- Vainqueur de la Supercoupe du Portugal en 2012.

 SC Olhanense
- Champion du Portugal de D2 en 2009.

 SC Braga
- Vainqueur de la Coupe du Portugal en 2021.

## Sélections
- 8 sélections avec l'équipe du Portugal des moins de 19 ans de 2007 à 2008.
- 14 sélections avec l'équipe du Portugal des moins de 21 ans depuis 2008.